# دولت‌آباد (تیران و کرون)
دولت‌آباد روستایی در شهرستان تیران و کرون در استان اصفهان است. این روستا در دهستان کرون علیا در بخش کرون جای دارد. این روستا بزرگترین روستای بخش کرون است و در امتداد جاده اصلی اصفهان به داران و در در دامنه دالانکوه قرار دارد.

## کشاورزی
از مهمترین محصولات کشاورزی این روستا می توان به زعفران ، موسیر، گندم و انگور و جو اشاره کرد. زعفران این روستا از عیار بسیار بالایی بر خوردار می باشد و یکی از  قطب های تولید زعفران و موسیر در منطقه غرب استان اصفهان می باشد.

## جمعیت
جمعیت روستای دولت‌آباد بر پایه نتایج سرشماری سال ۱۳۸۵ برابر با ۱٬۹۳۱ نفر (۵۰۰ خانوار) بوده است.